# Valentin Arnold
Valentin Arnold († 15. října 1625, České Budějovice) byl významný německý zvonař a kovolijec, působící v Českých Budějovicích. Jeho původním působištěm byla Fulda v Hesensku, odkud ho do Čech přivedla zakázka na čerpací zařízení pro Rudolfovské doly. Od roku 1606 byl měšťanem v Českých Budějovicích. Vyráběl zde vodní čerpadla a zvony pro celé jižní Čechy a okolí, pro Petra Voka z Rožmberka a císařskou armádu pak odléval i děla. V letech 1624–1625 zasedal v městské radě. V rodinné tradici pokračoval jeho syn, Vojtěch Arnold.
Zvonařský rod Arnoldů původem pocházel z Lotrinska.

## Zvony Valentina Arnolda
V nápisech na zvonech Valentin Arnold užívá němčinu, češtinu i latinu.
| Rok  | Obec (okres)                           | Objekt                            | Zdroj                          |
| ---- | -------------------------------------- | --------------------------------- | ------------------------------ |
| 1610 | Staré Město (České Budějovice)         | kostel sv. Jana Křtitele          | Encyklopedie Českých Budějovic |
| 1610 | Čtyři Dvory (České Budějovice)         | evangelický kostel                | Encyklopedie Českých Budějovic |
| 1613 | Stráž nad Nežárkou (Jindřichův Hradec) | zvonice kostela sv. Petra a Pavla | Toman                          |
| 1613 | Týn nad Vltavou (České Budějovice)     | kostel sv. Jakuba                 | Rybička                        |
| 1614 | Horšovský Týn (Domažlice)              | ? kostel                          | Winter, str. 375               |
| 1616 | Klatovy                                | kostel Narození Panny Marie       | Rybička                        |
| 1617 | České Budějovice                       | Černá věž (přelití zvonu)         | Braniš: Soupis VIII            |
| ???  | České Budějovice                       | kostel sv. Václava                | Encyklopedie Českých Budějovic |

## Děla
Na nádvoří zámku v Českém Krumlově jsou dochována dvě děla s německými nápisy, která si u Valentina Arnolda objednal Petr Vok z Rožmberka:
dělo Slavík z roku 1608 se symbolem slavíka a s nápisem: "Když nikdo nezpívá, zpívám já, nad kopci a údolími se nese můj zpěv"
dělo Dvojitý falkonet (sokolnice) z téhož roku 1608 s nápisem: "Dvojitým Falkonetem mě nazývají, k poctě Domu Růží stvořen jsem".
Na obou hlavních je ulita i zkratka: P.W.V.D.R. (Petrus Wok Urso Domus Rosenberg)